# Schloss La Bourdaisière

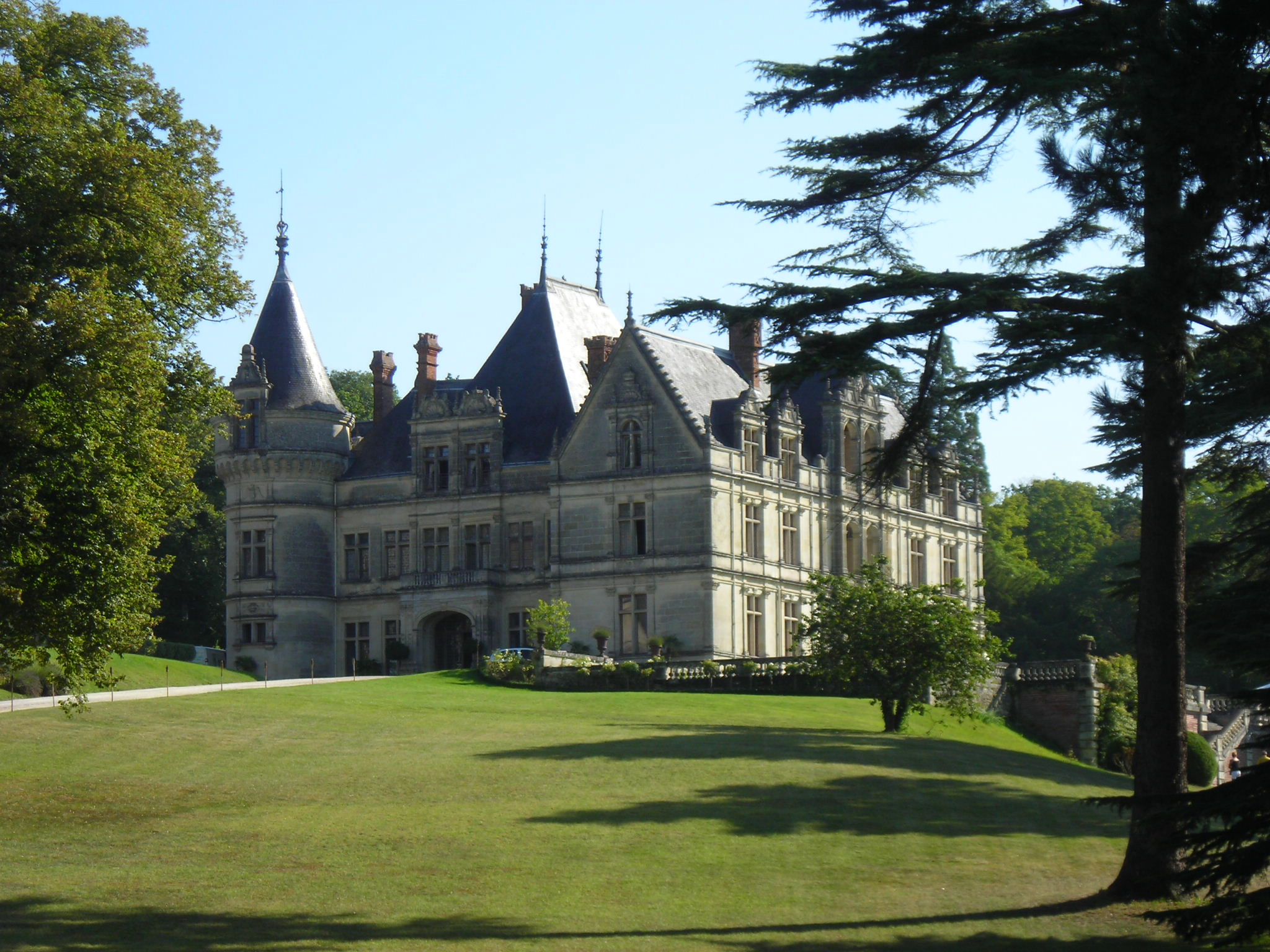
Gesamtansicht des Schlosses

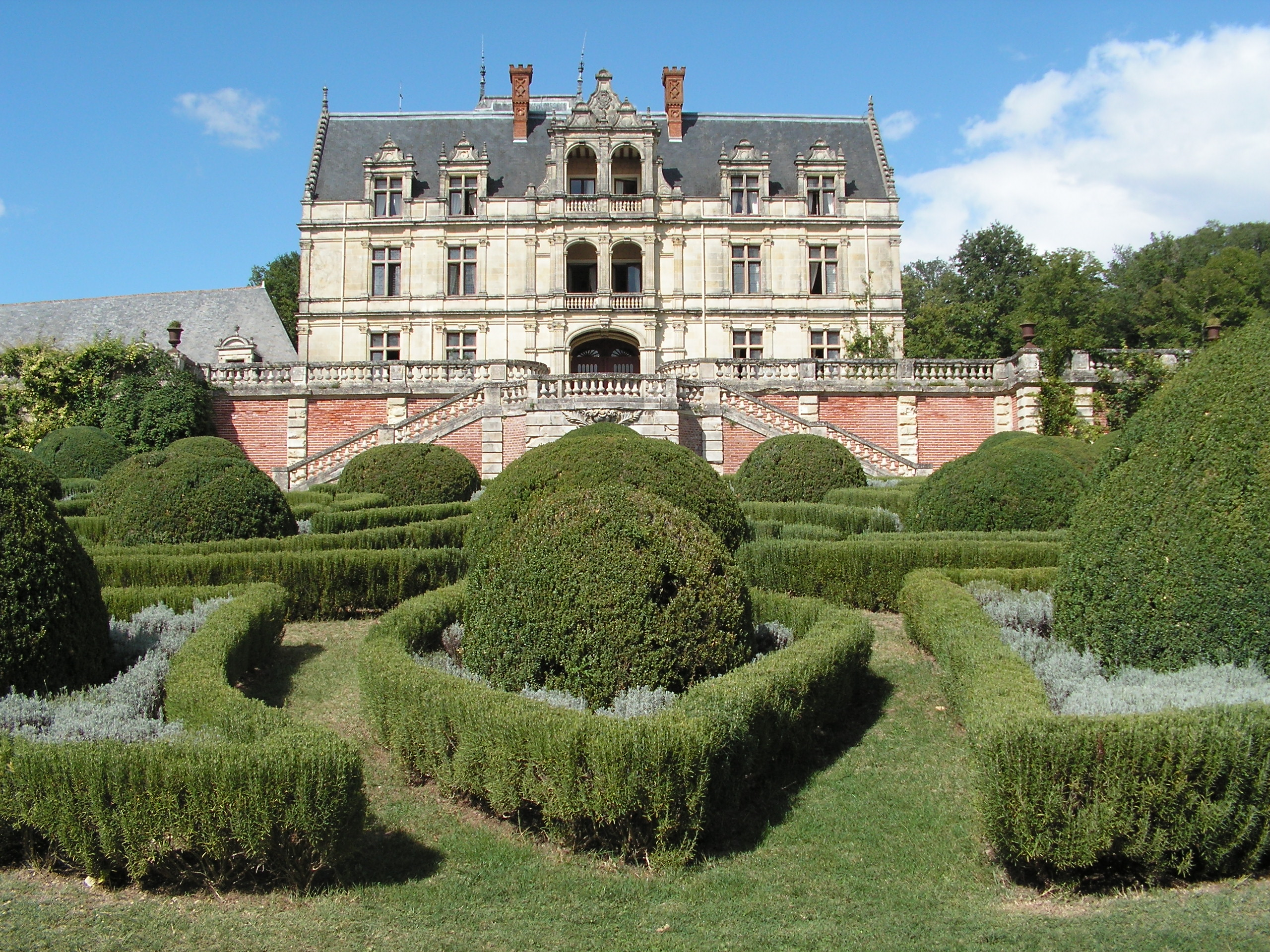
Gartenseitige Ansicht

Das Schloss la Bourdaisière ist ein Adelssitz aus dem 19. Jahrhundert in Montlouis-sur-Loire im Département Indre-et-Loire in der Region Centre-Val de Loire, das auf Vorgängerbauten aus der Renaissance und dem 14. Jahrhundert zurückgeht. Ein Teil des Schlosses und des Parks wurden 1947 als „Monument historique“ eingetragen.

## Geschichte
Das erste bekannte Bauwerk an dieser Stelle gehörte im 14. Jahrhundert dem Marschall Jean I. Le Maingre († 1367), dann seinen beiden Söhnen, Jean II. Le Maingre († 1421) und Geoffroy Le Maingre († um 1430). Zwei Generationen später befand sich die Burg im Besitz von Pierre de Champagne-Parcé, der sie 1482 an Louis de La Mezière, Bürgermeister von Tours 1477–1478 verkaufte. Dessen Tochter Charlotte heiratete Nicolas Gaudin, Bürgermeister von Tours 1504–1506, die La Bourdaisière 1494 an Nicolas‘ Bruder Victor weitergaben. Nicolas‘ Tochter Marie Gaudin, Erbin der Burg und Mätresse des Königs Franz I., heiratete 1510 Philibert Babou, beide entschieden 1520, die Burg zu einem Renaissance-Schloss umzubauen, wobei nur einer der mittelalterlichen Türme stehen blieb. 
La Bourdaisière blieb im Besitz der Nachkommen Marie Gaudins und Philibert Babous, bis es 1674 an Philippe de Courcillon verkauft wurde, der es 1683 an Angehörige der Familie Albert weiterveräußerte. Der 5. Herzog von Luynes und Chevreuse tauschte La Bourdaisiére 1768 mit Étienne-François de Choiseul gegen Cinq-Mars-la-Pile; Choiseul wiederum ordnete den teilweisen Abriss des Schlosses an, da er die Steine für den Bau der Pagode im Park des Schlosses Chanteloup bei Amboise benötigte. 
Die Ruine und die Grundstücke wurden 1786 Louis Jean Marie de Bourbon, duc de Penthièvre verkauft, dessen Tochter Louise Marie Adélaïde de Bourbon-Penthièvre wurde enteignet, der Besitz als Bien national veräußert. Im 19. Jahrhundert wurde das Schloss von neuen Besitzern im Stil der Neorenaissance wiederaufgebaut.
1938 erwarb ein Engländer die Domäne, die im Zweiten Weltkrieg von deutschem Militär, dann von französischem Militär besetzt wurde. 1947 erfolgte die Eintragung von Teilen der Anlage als Monument historique. Nach der Rückgabe an den englischen Vorbesitzer fiel das Schloss in Verwahrlosung. 1959 wurde es von der Gemeinde erworben, die hier ein Altersheim einrichtete. Sicherheitsgründe trugen mit dazu bei, dass das Altersheim geschlossen wurde; neuer Besitzer wurde 1992 Prinz Louis Albert de Broglie, der hier in den 1990er Jahren ein Labor zur Biodiversität einrichtete.

## Sonstiges
Das Schloss diente als Wohnsitz des Prinzen von Clèves in der Verfilmung des Romans Die Prinzessin von Clèves durch Jean Delannoy, mit Jean Marais in der Rolle des Prinzen und Marina Vlady als Prinzessin.

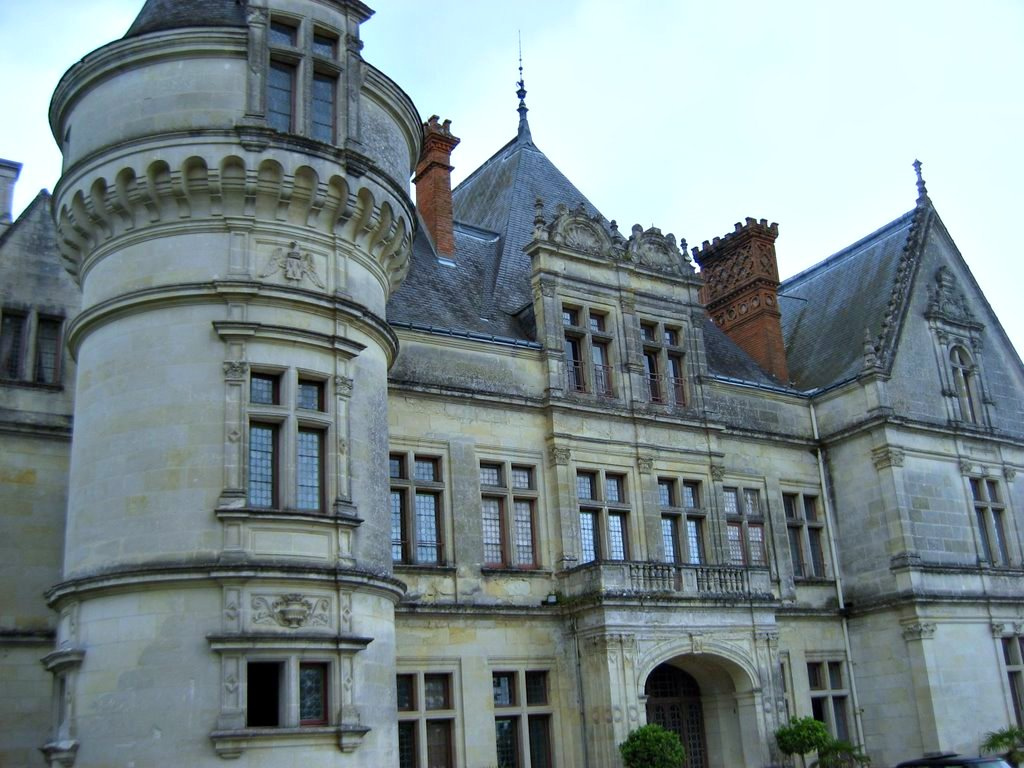
Hauptfassade
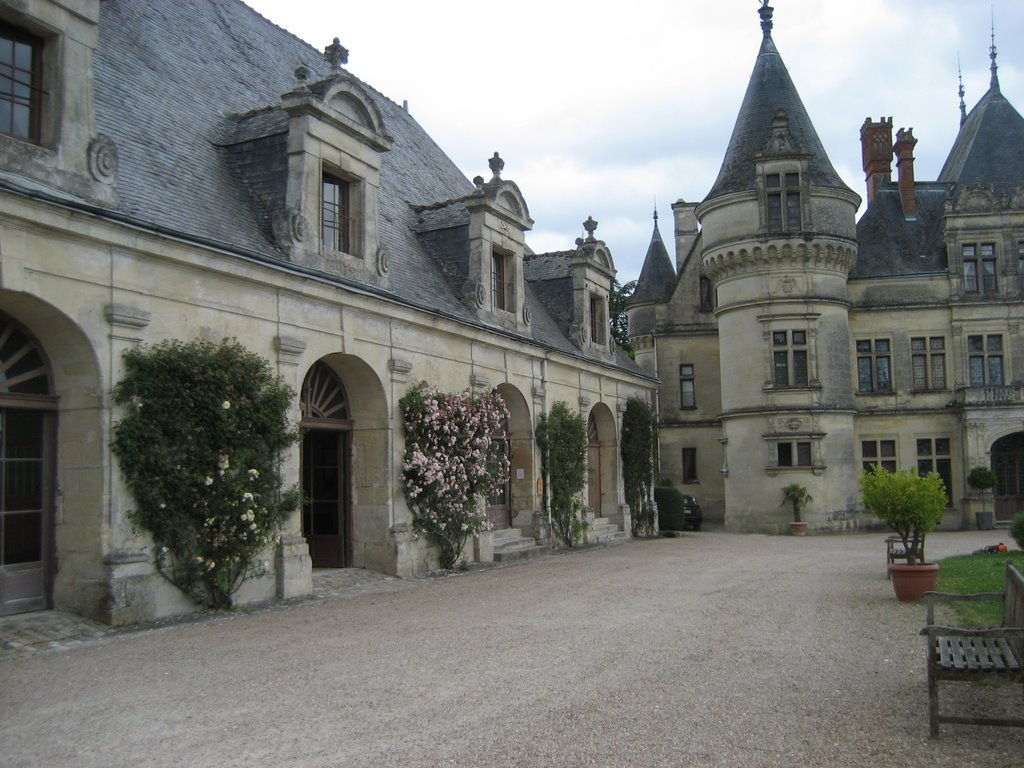
Schlosshof
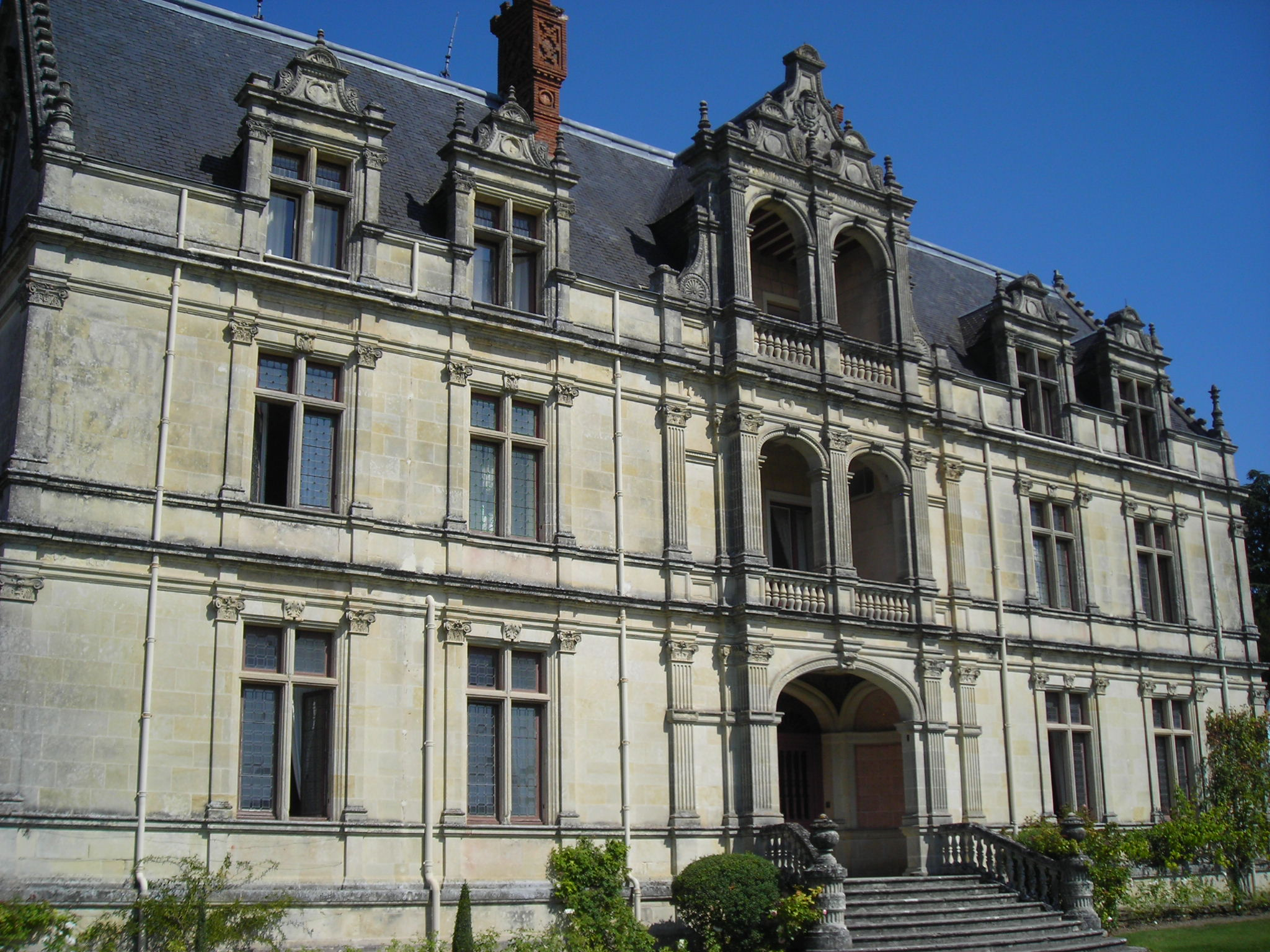
Südfassade
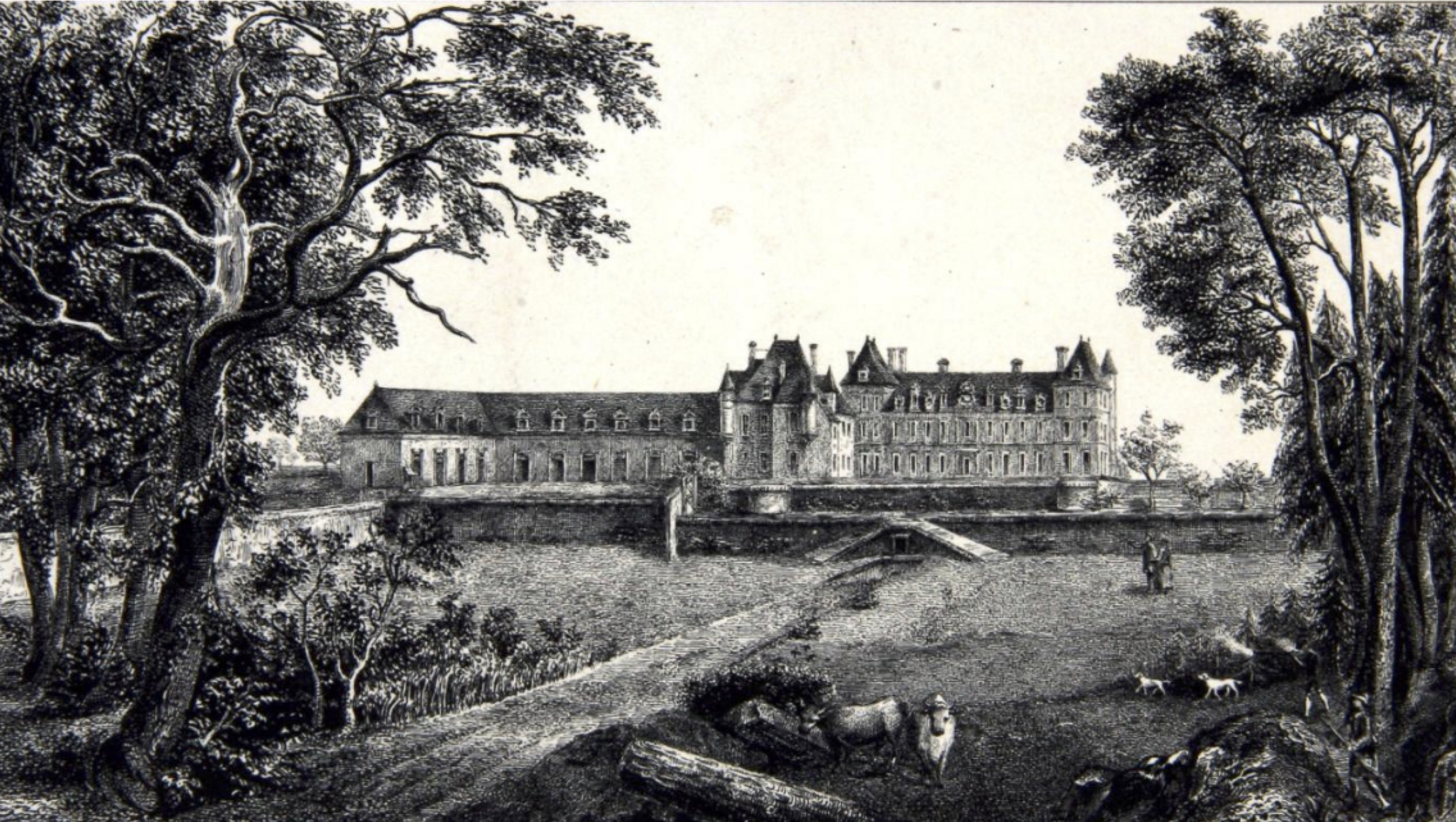
La Bourdaisière vor dem Abriss in den 1770er Jahren.